# 城南 (弘前市)
城南（じょうなん）は、青森県弘前市の地名。郵便番号は036-8232。

## 地理
町の東側を弘南鉄道大鰐線が通り、弘前学院大前駅から聖愛中高前駅の沿線。北は稔町、北西は清水富田清水流、西は旭ケ丘、南は館野・山崎、南東から北東にかけて中野に接する。

## 歴史

### 沿革
- 1968年（昭和43年）～現在 - 最初は城南一丁目～三丁目であった。
- 1978年（昭和53年） - 原ケ平・小沢・清水富田の一部から分離、城南一～五丁目になる。

### 地名の由来
当地が弘前城の南に位置することにちなむ。

## 世帯数と人口
2017年（平成29年）6月1日現在の世帯数と人口は以下の通りである。
| 丁目       | 世帯数    | 人口    |
| ---------- | --------- | ------- |
| 城南一丁目 | 481世帯   | 904人   |
| 城南二丁目 | 178世帯   | 359人   |
| 城南三丁目 | 180世帯   | 415人   |
| 城南四丁目 | 228世帯   | 474人   |
| 城南五丁目 | 145世帯   | 297人   |
| 計         | 1,212世帯 | 2,449人 |

## 施設

### 教育
- 城南保育園

### 医療
- 相馬信内科クリニック

### 福祉
- 老人ホームおうよう園
- おうよう園ショートステイ

### 商業
- ファミリーマート弘前城南三丁目店

### 公共
- 城南会館
- 城南団地集会所
- 弘前城南郵便局

## 小・中学校の学区
市立小・中学校に通う場合、学区は以下の通りとなる。
| 町丁       | 番・番地 | 小学校             | 中学校             |
| ---------- | -------- | ------------------ | ------------------ |
| 城南一丁目 | 全域     | 弘前市立文京小学校 | 弘前市立第三中学校 |
| 城南二丁目 | 全域     | 弘前市立文京小学校 | 弘前市立第三中学校 |
| 城南三丁目 | 全域     | 弘前市立文京小学校 | 弘前市立第三中学校 |
| 城南四丁目 | 全域     | 弘前市立文京小学校 | 弘前市立第三中学校 |
| 城南五丁目 | 全域     | 弘前市立文京小学校 | 弘前市立第三中学校 |

## 交通
- 弘南バス
  - おうよう園前、館野二丁目、館野一丁目、城南局前、城南二丁目、城南一丁目（ミニバス 城南経由 - 桜ヶ丘団地線）停留所。
- 弘南鉄道大鰐線
  - 弘前学院大前駅、聖愛中高前駅